# 1925

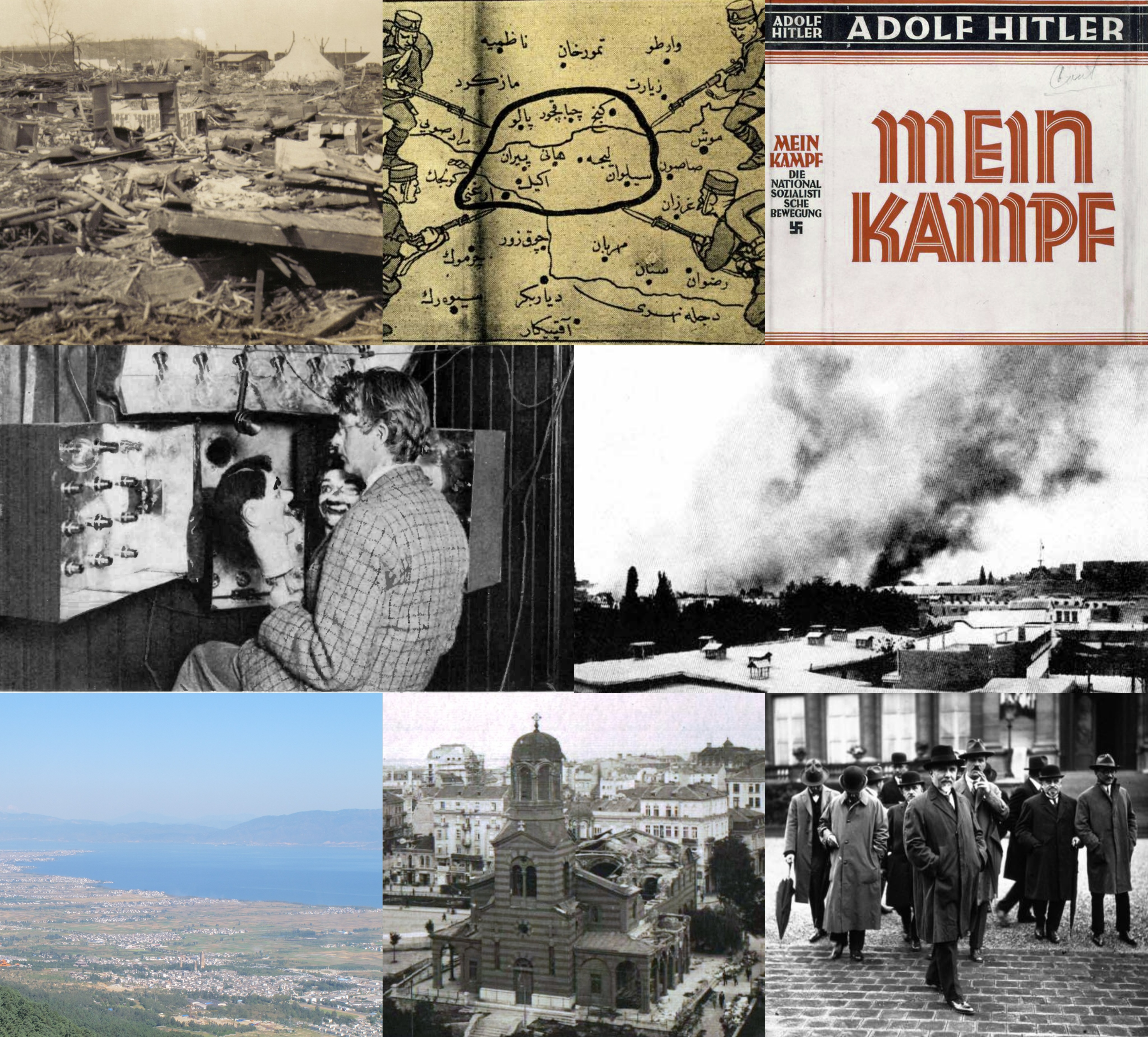

1925 (MCMXXV) là một năm thường bắt đầu vào Thứ năm của lịch Gregory, năm thứ 1925 của Công nguyên hay của Anno Domini, the năm thứ 925  của thiên niên kỷ 2, năm thứ 25  của thế kỷ 20, và năm thứ  6   của thập niên 1920. 

## Sự kiện

### Tháng 1
- 11 tháng 1: Khai mạc đại hội đại biểu toàn quốc Đảng Cộng sản Trung Quốc tại Thượng Hải

### Tháng 3
- 16 tháng 3: Xảy ra động đất tại Vân Nam

### Tháng 6
- 1 tháng 6: Thành lập công hội tại Thượng Hải
- 11 tháng 6: Thủy quân Anh Quốc giết người Trung Quốc tại Hán Khẩu

### Tháng 7
- 1 tháng 7: Thành lập chính phủ Dân Quốc tại Quảng Châu
- 9 tháng 7: Thành lập Hội Liên hiệp các dân tộc bị áp bức ở Á Đông
- 14 tháng 7: Hội Phục Việt được thành lập

### Tháng 9
- 1 tháng 9: Hồ Hán Dân lưu vong sang Liên Xô

### Tháng 10
- 14 tháng 10: Quân cách mang Quốc Dân giải phóng Huệ Châu.

### Tháng 11
- 6 tháng 11: Nguyễn Phúc Vĩnh Thụy kế vị hoàng đế nhà Nguyễn
- 21 tháng 11: Quách Tùng Linh khởi binh đánh chiếm Sơn Hải Quan và Cẩm Châu.
- 23 tháng 11: Tây Sơn hội nghị, Quốc Dân Đảng khai trừ Lý Đại Chiêu, Mao Trạch Đông

### Tháng 12
- 25 tháng 12: Nhật Bản đánh bại và giết chết Quách Tùng Linh

## Sinh

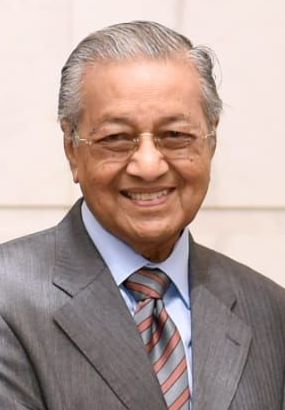
Mahathir Mohamad

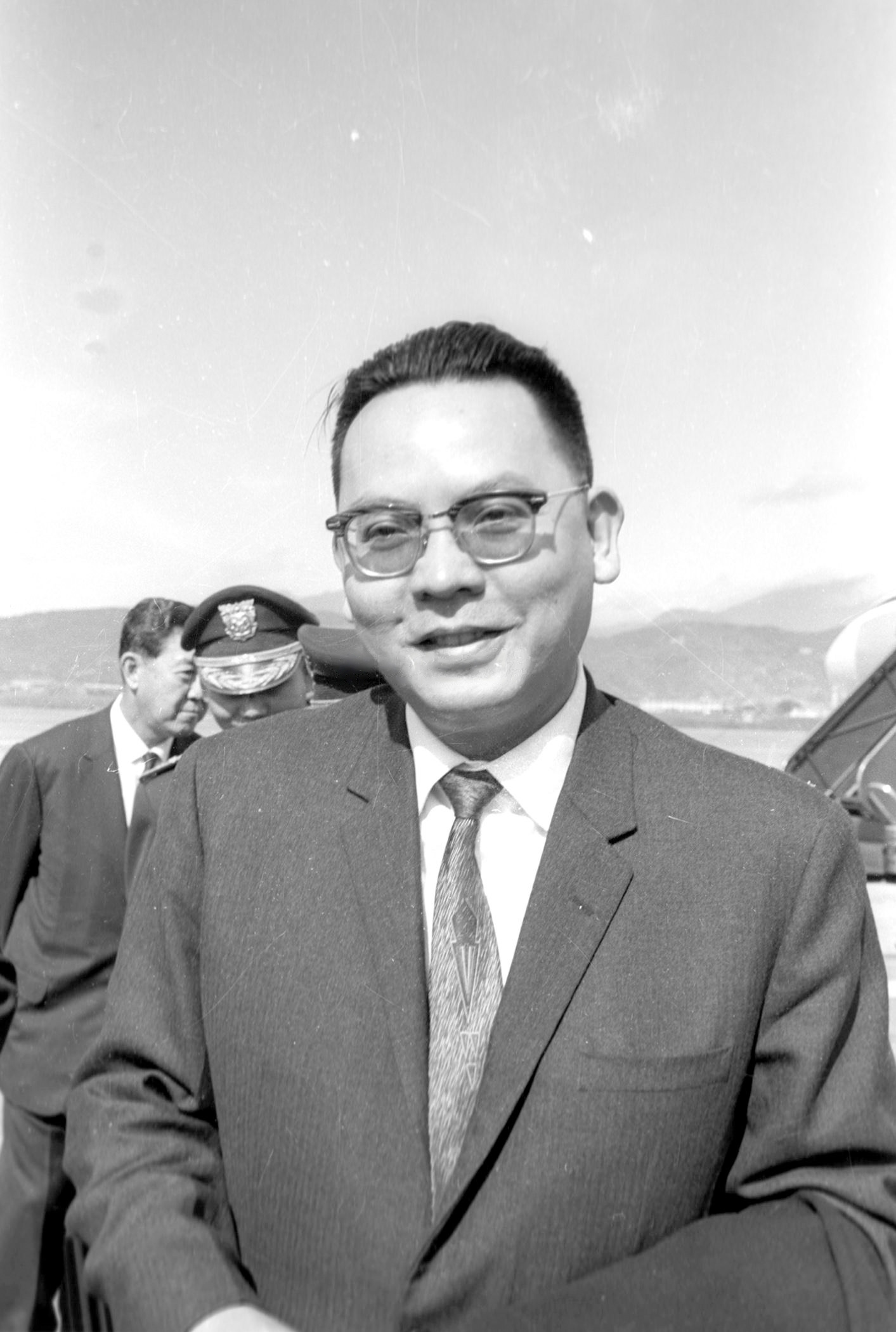
Trần Thiện Khiêm

### Tháng 1
- 25 tháng 1: Ri Yong-mu, sĩ quan cấp cao trong Quân đội Nhân dân Triều Tiên (m. 2022)

### Tháng 2
- 28 tháng 2: Louis Nirenberg, nhà toán học người Canada/Mỹ (m. 2020)

### Tháng 3
- 4 tháng 3: Paul Mauriat, nhạc trưởng nổi tiếng người Pháp (m. 2006)
- 5 tháng 3: Nguyễn Văn Tý, nhạc sĩ người Việt Nam (m. 2019)
- 13 tháng 3: John Tate, nhà toán học người Mỹ (m. 2019)

### Tháng 6
- 8 tháng 6: Barbara Bush, là Đệ Nhất Phu nhân Hoa Kỳ (m. 2018)
- 29 tháng 6: Giorgio Napolitano, tổng thống thứ 11 của Ý

### Tháng 7
- 10 tháng 7: Mahathir Mohamad, cựu thủ tướng Malaysia

### Tháng 8
- 26 tháng 8: Tuyết Mai, phát thanh viên, Nghệ sĩ Nhân dân người Việt Nam (m. 2022)

### Tháng 10
- 1 tháng 10: Yang Hyong-sop, là chính khách nước Cộng hòa Dân chủ Nhân dân Triều Tiên (m. 2022)
- 27 tháng 10: Warren Christopher, là một nhà ngoại giao và luật sư Hoa Kỳ (m. 2011)

### Tháng 11
- 30 tháng 11: William H. Gates, Sr., luật sư và nhà từ thiện người Mỹ (m. 2020)

### Tháng 12
- 15 tháng 12: Trần Thiện Khiêm, Thủ tướng Việt Nam Cộng hòa (m. 2021)
- 27 tháng 12: Michel Piccoli, diễn viên người Pháp (m. 2020)

### Không rõ ngày, tháng
- Thép Mới (Hà Văn Lộc), nhà văn, nhà báo người Việt Nam (m. 1991)

## Mất
- 31 tháng 1 – Huỳnh Côn (s. 1850)
- 12 tháng 3 – Tôn Dật Tiên, là Cựu Tổng thống Trung Hoa Dân Quốc (s.1866)
- 22 tháng 3 – Aleksandr Myasnikyan, lãnh đạo bolshevik người Armenia (s. 1886)[1]
- 11 tháng 8 – James Douglas Ogilby, nhà ngư học người Úc (s. 1853)
- 6 tháng 11 – Khải Định, vua nhà Nguyễn (s. 1885)

## Giải thưởng Nobel
- Hóa học – Richard Adolf Zsigmondy
- Văn học – George Bernard Shaw
- Hòa bình – Austen Chamberlain, Charles Gates Dawes
- Vật lý – James Franck, Gustav Ludwig Hertz
- Y học – không trao giải